# Clavaria rubicundula
Clavaria rubicundula är en svampart som beskrevs av Leathers 1956. Clavaria rubicundula ingår i släktet Clavaria och familjen fingersvampar.   Inga underarter finns listade i Catalogue of Life.